# Base antarctique Roi Baudouin
 (juillet 2017).
Si vous disposez d'ouvrages ou d'articles de référence ou si vous connaissez des sites web de qualité traitant du thème abordé ici, merci de compléter l'article en donnant les références utiles à sa vérifiabilité et en les liant à la section « Notes et références ».
La Base antarctique Roi Baudouin était une base scientifique belge construite en 1958 et abandonnée en 1968, en Terre de la Princesse-Ragnhild, Terre de la Reine-Maud, sur la côte de la Mer de Riiser Larsen.

## Historique
L'expédition pour la construction de la base belge en Antarctique à l'occasion de l'année géophysique internationale, en 1957, fut suscitée par l'explorateur belge Gaston de Gerlache, fils du commandant Adrien de Gerlache de Gomery, dont l'hivernage sur le bateau la Belgica, à la fin du XIXe siècle, avait entraîné des études qui firent de ce navire la première base scientifique de l'Antarctique. Avec le soutien de la famille royale belge, l'expédition de 1957, obtint de la part du gouvernement un budget de 54 millions de francs belges.
Elle quitta le port d'Anvers le 12 novembre 1957 avec deux bateaux norvégiens. Le 26 décembre 1957, l'expédition débarque en Terre de la Reine-Maud. Il ne faudra que huit semaines pour construire la base dès l'arrivée à l'endroit prévu par rapport aux sept mois de moyenne pour les bases scientifiques des autres pays. Parmi les membres de l'expédition, le prince Antoine de Ligne, ancien aviateur dans les escadrilles belges de la Royal Air Force pendant la Seconde Guerre mondiale, qui exerce la fonction de pilote d'hélicoptère durant les vols d'exploration ainsi que la fonction de météorologue.
Plus de trente ans après l'abandon de la base Roi Baudouin, la Belgique s'est à nouveau investie dans la recherche en Antarctique avec la création de la station Princesse Elisabeth.